# Tina Smith
Tina Flint Smith, född 4 mars 1958 i Albuquerque i New Mexico, är en amerikansk demokratisk politiker och tidigare affärskvinna. Hon är ledamot av USA:s senat sedan 2018. Innan dess var hon Minnesotas viceguvernör 2015–2018.
Smith avlade 1980 kandidatexamen vid Stanford University och 1984 MBA-examen vid Dartmouth College. Smith tjänstgjorde som viceguvernör i Minnesota under guvernör Mark Dayton. Efter Al Frankens avgång utnämnde Dayton Smith till senaten. Hon tillträdde ämbetet i januari 2018.
Vicepresident Mike Pence utfärdade ämbetseden. Smith var officiellt insvuren som en amerikansk senator den 3 januari 2018, tillsammans med Doug Jones från Alabama. Hon ackompanjerades av sin kollega från Minnesota, senatorn Amy Klobuchar, och tidigare vicepresidenten Walter Mondale.
Den 13 februari 2025 meddelade Smith att hon inte kommer att kandidera för omval år 2026.